# Câmpul de luptă a lui Ștefan cel Mare cu tătarii (comuna Lipnic)
Câmpul de luptă a lui Ștefan cel Mare cu tătarii este un câmp de luptă amplasat în comuna Lipnic, raionul Ocnița, Republica Moldova. Este un monument istoric de importanță națională inclus în Registrul monumentelor Republicii Moldova ocrotite de stat cu nr. 1754 (raionul Ocnița). Datează din 1970.